# ヴィンチェンツォ・ジョベルティ (駆逐艦)
ヴィンチェンツォ・ジョベルティ（Vincenzo Gioberti）はイタリア王立海軍の駆逐艦。

## 艦歴
イタリアが第二次世界大戦に参戦した当時、ジョベルティは同型艦のアルフィエーリ、オリアーニ、カルドゥッチとともに第9駆逐艦隊を構成していた。
1940年6月12日の深夜2時に同部隊の艦、第1巡洋艦隊（重巡洋艦ザラ、フィウメ、ゴリツィア）、第8巡洋艦隊（軽巡洋艦ドゥーカ・デッリ・アブルッツィおよびガリバルディ）第16駆逐艦隊（ダ・レッコ、エマヌエーレ・ペッサーニョ、ウゾディマーレ）とともにイオニア海の哨戒のためにターラントを出航した。
7月2日に同型艦部隊、第1巡洋艦隊（ザラ、フィウメ、ゴリツィア）、軽巡洋艦バンデ・ネーレおよびコレオーニ、第10駆逐艦隊（マエストラーレ、グレカーレ、リベッチオ、シロッコ）とともに、リビヤから帰還する護送船団（トリポリあらナポリに向かう水雷艇プロチオーネ、オルサ、ペガソに護衛された兵員輸送船エスペニアおよびヴィクトリア）の間接護衛任務についた。
7月7日の午後に同型艦部隊および第2艦隊の残り（ポーラ）、第1、第2、第3および第7巡洋艦隊の全11隻、第10、第11、第12および第13駆逐艦隊とともに出航し、その後第1艦隊と合流して7月9日のカラブリア沖海戦に参加した。戦闘中にイタリア艦隊が後退する際に、第9駆逐艦隊は魚雷による反撃のために派遣され、13,500メートルの距離から合計5発を発射したが、命中させることはできなかった。
7月30日から8月1日にかけて、同型艦部隊、巡洋艦ポーラ、ザラ、フィウメ、ゴリツィア、トレント、ダ・バルビアーノ、アルベルト・ディ・ジュッサーノ、エウジェニオ・ディ・サヴォイア、ドゥーカ・デッリ・アブルッツィ、アッテンドーロ、モンテクッコリ、第12、第13、第15駆逐艦隊の11隻とともにリビヤに向かう貨物船10隻、駆逐艦4隻および水雷艇12隻からなる船団の間接護衛任務についた。
11月27日の昼頃、ポーラ、第1巡洋艦隊および第9駆逐艦隊の同型艦とともにナポリを出航し、決着がつかなかったスパルティヴェント岬沖海戦に参加した。
1940年の12月には、カルドゥッチおよびアルフィエーリとともにイタリア王国陸軍の作戦行動を支援するために、アルバニアおよびギリシャの沿岸部を砲撃した。
1941年1月6日、カルドゥッチ、ジョベルティ、駆逐艦フルミーネおよび第14水雷艇部隊（パルテノーペ、パラーデ、アルタイル、アンドロメダ）とともにポルト・パレルモ（アルバニア）のギリシャ軍駐屯地を砲撃した。
3月26日の11時、第9駆逐艦隊の同型艦および第1艦隊（ザラ、ポーラ、フィウメ）とともにヴィトリオ・キニゴー中佐の指揮のもとターラントを出航し、戦艦ヴィットリオ・ヴェネト、第3巡洋艦隊（トレント、ボルツァーノ）、第8巡洋艦隊（ガリバルディ、ドゥーカ・デッリ・アブルッツィ）第13駆逐艦隊（グラナティエーレ、ベルサリエーレ、フチリエーレ、アルピーノ）、第16駆逐艦隊（ダ・レッコ、ペッサーニョ）、第12駆逐艦隊（コラッツィエーレ、カラビニエーレ、アスカリ）とともに、後にマタパン岬沖海戦と呼ばれることになる「ガウド」作戦に参加した。
この戦闘中、3月28日の夕方にポーラが雷撃機による攻撃で航行不能となった。イタリア艦隊の司令官アンジェロ・イアキーノ提督は第1艦隊と第9駆逐艦隊の全艦を損傷した巡洋艦を救助するために差し向けたが、22時27分にポーラの近辺に到着したときに、英戦艦バーラム、ヴァリアント、ウォースパイトから、まずザラ、フィウメ、アルフィエーリ、カルドゥッチが砲撃を受け、次にポーラ（英駆逐艦からの魚雷攻撃も受けた）が攻撃された。戦闘開始時に、戦列の最後尾に位置し、その前にカルドゥッチがいた。ある程度の深刻な損傷を被ったもののどうにか後退し、無傷のオリアーニとともに撤退することができたが、これは煙幕を張って部隊の退却を隠蔽し、イギリス艦隊に向かったカルドゥッチの犠牲によるものだった。
1941年4月30日に重巡洋艦トリエステ、ボルツァーノ、軽巡洋艦エウジェニオ・ディ・サヴォイアおよび駆逐艦ジョベルティとアスカリ）とともにアウグスタとメッシーナから出撃して、ドイツアフリカ軍団への補給物資を積載した輸送船ビルマニア、マールブルク、レイヒェンフェルス、リアルト、キブフェルスからなる護送船団（駆逐艦エウロ）、フルミーネおよび水雷艇カストーレ、プロチオーネ、オリオーネが直接護衛していた）を間接護衛する任務に着いた。
6月3日、駆逐艦ピガフェッタ、ダ・モスト、ジョヴァンニ・ダ・ヴェラッツァーノ、ダ・レッコ、シロッコ、ウゾディマーレおよび第4（軽巡洋艦バンデ・ネーレとディ・ジュッサーノ）および第7巡洋艦隊（軽巡洋艦サヴォイア、デュカ・ダオスタ、アッテンドーロ）とともにトリポリの北東に2つの機雷原を敷設した。
6月25日、兵員輸送船エスペリア、マルコ・ポーロ、ネプチュニア、オケアニアを駆逐艦アヴィエーレ、ジェニエーレおよびダ・ノーリとともに護衛してナポリを出航し（巡洋艦トリエステ、ゴリツィアおよび駆逐艦アスカリ、コラッツィエーレ、カラビニエールが間接的に護衛した）、27日にターラントに停泊したあとで、数回の航空攻撃（エスペリアが軽微な損傷を負った）があったにもかかわらず29日にトリポリに到着した。
7月16日から18日にかけて、駆逐艦ランチエーレ、ジェニエーレ、オリアーニおよび水雷艇チェンタウロとともに、巡洋艦トリエステ、ボルツァーノおよび駆逐艦カラビニエーレ、アスカリ、コラッツィエーレの間接護衛を受けつつ、ターラント・トリポリ航路の兵員輸送船マルコ・ポーロ、ネプチュニア、オチェアニアで構成される船団の護衛の一角を担っていた。
8月4日、蒸気船ニータ、アキタニア、エルネスト、ニルヴォ、カステルヴェルデで構成された船団を、駆逐艦アヴィエーレ、ジェニエーレ、オリアーニ、カミチア・ネーラ、水雷艇カリオペとともに護衛するためにナポリを出航し、その後油槽船ポツァリカが合流した。8月6日に、ニータが英空軍第830飛行隊の航空機からの攻撃を受けて北緯35度15分、東経12度17分の地点で沈没した。カミチア・ネーラとカリオペの救出の試みは無駄に終わったが、船団の他の艦船は翌日に目的地に到着した。
8月19日に、駆逐艦ヴィヴァルディ、ダ・レッコ、オリアーニ、水雷艇デッツァとともにナポリからトリポリへの船団（兵員輸送船マルコ・ポーロ、エスペリア、ネプチュニアおよびオチェアニア）の護衛をつとめ、第10駆逐艦隊（マエストラーレ、グレカーレ、リベッチオ、シロッコ）がのちに合流した。8月20日、船団はすでにトリポリへの安全な航路に入っており、英潜水艦アンピーテンからの魚雷攻撃も回避していたが、英潜水艦ユニークがエスペリアを魚雷攻撃し、エスペリアは北緯33度03分、東経13度03分の位置で沈没した。乗員1139名が救助されたが、31名の犠牲者が出た。
8月31日から9月2日にかけて、兵員輸送船ヴィクトリア、ネプチュニア、オケアニアからなる船団を護衛して（駆逐艦アヴィエーレ、ダ・ノーリ、カミチア・ネーラ、ウゾディマーレ、ペッサーニョが同行）最初はナポリからトリポリに向かい、次にトリポリからターラントった。英潜水艦アプホルダーから攻撃されたにもかかわらず、すべての船舶は無傷で目的地に到着した。
9月16日の夕方、トリポリを出航して駆逐艦ニコローゾ・ダ・レッコ、アントーニオ・ダ・ノーリ、エマヌエーレ・ペッサーニョ、アントニオット・ウゾディマーレとともに、トリポリに向かう兵員輸送船ネプチューニアとオチェアニアが参加したヴルカニア船団を護衛した。しかし、船団はリビア沖で英潜水艦アプホルダー、アンビーテン、アップライト、アーシュラが形成した弾幕に遭遇し、9月18日04時15分にアプホルダーが発射した魚雷がネプチューニアとオチェアニアに命中して行動不能となり、浸水し始めた。無傷だったヴルカニアはウゾディマーレに護衛されて航海を続けたが（両船ともにアーシュラからの攻撃を受けたにもかかわらず無傷でトリポリに到着した）、他の駆逐艦は攻撃してきた潜水艦の稔りのない追跡、オチェアニアへの支援及び沈みつつあるネプチューニアの漂流者の救助を行った（ネプチューニアは船尾から06時50分に沈没した）。08時50分に、ペッサーニョによる曳航の準備中だったペッサーニョに再びアプホルダーからの魚雷が命中して急速に沈み始め、駆逐艦には生存者の救出以外の選択肢がなくなった。2隻の輸送船には5318名が乗船しており、そのうちの5434名が救助された。ジョベルティは582名を救出した。
10月2日に、駆逐艦エウロ、アントーニオ・ダ・ノーリおよびアントニオット・ウゾディマーレとともに貨物船ヴェットール・ピサーニ、ファビオ・フィルツィ、リアルトおよびセバスティアーノ・ヴェニエールで構成される船団の護衛のためにナポリを出航し、のちに水雷艇パルテノーペとカリオペが合流した。10月5日にリアルトが、英第830航空隊の雷撃機に攻撃され、北緯33度30分、東経15度53分で沈没した際には同船に乗船していた145名を救出した。
10月16日から19日にかけて、駆逐艦ジョベルティ、フォルゴーレ、フルミーネ、ウソディマーレ、ダ・レッコ、セベニーコとともに、ナポリからトリポリに向かう船団（貨物船ベッペ、マーリン・サヌード、プロビタス、パオリーナ、カテリーナ）の護衛を務め、後に内燃機漁船アンバ・アラダム、水雷艇カスチーノが合流した18日にベッペが英潜水艦アーシュラからの魚雷攻撃を受け、タグボートマックス・バレントに曳航され、ダ・レッコと水雷艇カリオペの支援を受けて21日にトリポリに到着し、カテリーナは航空攻撃を受けて被害を報告し、トリポリの350°方向62カイリ地点で沈没した。船団の残りは19日にトリポリに到着した。
11月19日に、オリアーニ、マエストラーレとともにトリポリからナポリに帰還する「アルファ」船団（アンカラおよびヴェニエール）を護衛した（シチリア海峡でのイギリス軍の海空のプレゼンスから、船団は目的地をターラントに変更した）。
12月の初めにはマエストラーレとともにパトラからデルナへの石油輸送任務についた。
12月13日の18時40分に艦隊（戦艦ドゥイリオ、重巡洋艦ゴリツィア、駆逐艦オリアーニおよびマエストラーレ）とともに<<M. 41>>作戦（ターラントおよびアルゴストリからベンガジに向かう、貨物船ファビオ・フィルツィ、カルロ・デル・グレコ、モンジネヴロ、ナポリ、アンカラ、カポ・オルソ、護衛の駆逐艦ダ・レッコ、ウソディマーレ、ペッサーニョ、サエッタ、マロチェッロ、水雷艇ペガソからなる3つの船団）の間接護衛を務めた。しかしながら、作戦は英潜水艦アップライトによる攻撃でフィルツィとデル・グレコが沈没し、リットリオが深刻な損傷を負い、イセオとカポ・オルソが衝突して深刻な損傷を負うという犠牲を伴った。
12月16日に戦艦アンドレア・ドーリア、ジュリオ・チェーザレ、リットリオ、重巡洋艦トレントおよびゴリツィア、駆逐艦グラナティエーレ、ベルサリエーレ、フチリエーレ、アルピーノ、コラッツィエーレ、カラビニエーレ、オリアーニ、マエストラーレ、ウソディマーレとともにリビヤへの護送船団作戦<<M 42>>（駆逐艦サエッタ、ダ・レッコ、ヴィヴァルディ、ダ・ノーリ、マロチェッロ、ペッサーニョおよびゼーノに護衛された貨物船モンジネヴロ、ナポリ、アンカラ、ヴェットール・ピサーニで構成された2つの船団、どちらもターラントを出航してベンガジ（アンカラとサエッタ）とトリポリ（残りの艦船）を目指す）の間接護衛任務についた。間接護衛グループは、ジョベルティが敵艦の煙の距離を間違って報告したことから勃発した、後に第1次シルテ湾海戦と呼ばれるイギリス艦隊との戦闘を行った一方で.、船団のは18日に無傷で目的地に到着した。
1942年1月3日の16時、戦艦ドゥイリオ、軽巡洋艦ガリバルディ、モンテクッコリ、アッテンドーロ、駆逐艦マエストラーレ、シロッコ、マロチェッロとともに、<<M. 43>>作戦（駆逐艦ヴィヴァルディ、ダ・レッコ、ウゾディマーレ、ベルサリエーレ、フチリエーレ、フレッチャおよび水雷艇プロチオーネ、オルサ、カストーレ、アレテューサ、アンタレスに護衛された貨物船モンジネヴロ、ニーノ・ビクシオ、レリチ、ジーノ・アッレグリ、モンヴィーゾ、ジュリオ・ジョルダーニに護衛されてメッシーナ、ターラント、ブリンディジからトリポリに向かう3つの船団）の間接護衛を務めた。船団が5日に目的地に到着した後、ジョベルティと他の艦船は2月6日04時20分に基地に戻った。
2月から3月にかけてジョベルティは近代化改修を受けた。ドイツ製の音響測深儀と3組の2連装65口径20 mm機関砲が搭載され、1基の機雷投下機が2基の新型に置き換えられ、2門の120 mm照明弾発射砲は取り除かれ、船橋の2連装機関銃は単装機関中に変更された。
6月13日、第10駆逐艦隊（アスカリ、オリアーニ、プレミューダ）の一員としてカリアリを出港し、6月中旬の海戦の一環として英輸送船団ハープーンを攻撃したが、機関故障で速度が22ノットまでしか出なくなったことから基地に帰還した。
1942年8月15日にマエストラーレとともに内燃機船ロゾリーノ・ピーロを護衛中に、船団は雷撃機17機の攻撃を受け、ピーロの船尾に魚雷が命中し（最後は潜水艦P 44に沈められた）、ジョベルティも機銃掃射を受けて多数の死傷者を出して士官の殆どが死亡し（艦長のGianroberto ブルゴス・ディ・ポマレットは重傷を負った）、火災が発生した。損傷した艦の指揮を執り、トラーパニに導いたのはジュリオ・ルスキ中尉で、この功績により戦闘十字勲章を授与された。
1942年10月19日、ジョベルティは英潜水艦P32、P37アンベンディングからの攻撃を受け、蒸気船ベッペおよび駆逐艦ジョヴァンニ・ダ・ヴェラッツァーノが魚雷攻撃で沈むことになった船団の護衛任務についていた。ジョベルティは対潜戦闘を行い、水面に燃料油が浮いてきたのを視認したが、英潜水艦を沈めることはできなかった。

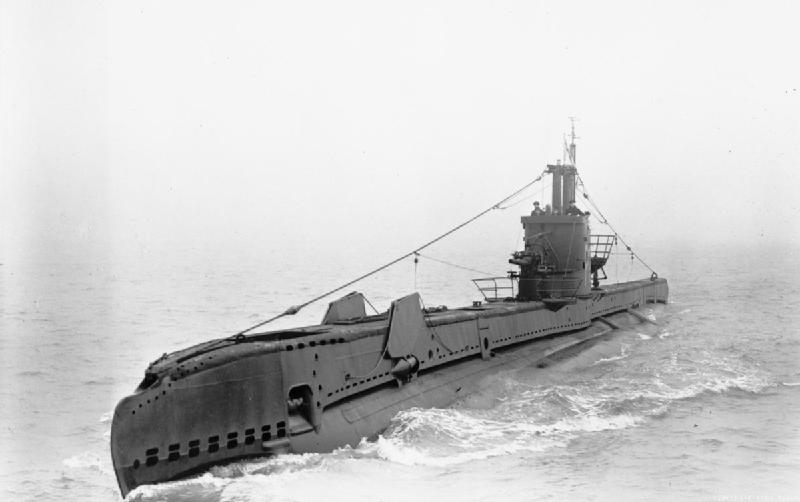
ジョベルティを沈没させた英潜水艦シムーン

11月4日、マエストラーレ、グレカーレ、オリアーニ、水雷艇クリオとアニモーゾ、もう一隻の近代的駆逐艦ヴェリーテとともにナポリから出港し、トリポリに向かう内燃機船ジュリアとチゾーネ、蒸気船ヴェローチェを護衛し、何度も空襲を受けたにもかかわらず、輸送船団は無傷でリビアに到着した最後の船団となった。
1943年1月、別の護衛任務中にカプリ沖で触雷後に沈没した水雷艇カリーノの乗組員を救助した。
アフリカでのイタリアの降伏（1943年3月）に続いて護送船団戦争が終結すると、ジョベルティはラ・スペツィアを本拠地とした。
その数カ月後、リグーリア基地が空襲を受けた際に損傷を受けた。

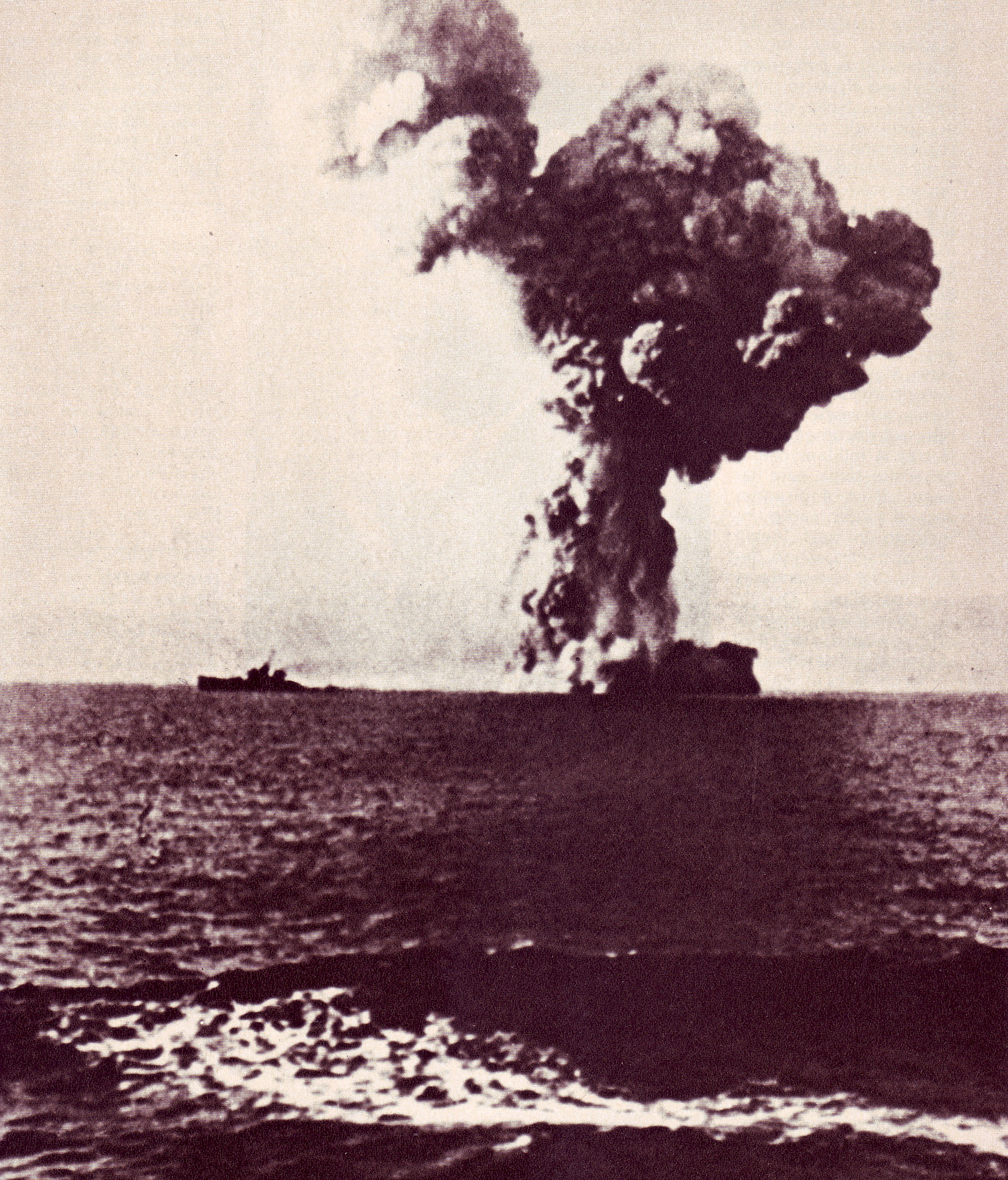
シムーンからの魚雷が命中した直後のジョベルティ

ラ・マッダレーナに向かう別の任務中に潜水艦から魚雷2発の攻撃をうけたが、これは外れて海岸で爆発した。ジョベルティは爆雷を投射した。
1943年8月9日、カルロ・ツァンパーリ中佐の指揮の下（艦長としての初任務だった）、駆逐艦ミトラリエーレおよびカラビニエーレとともにジェノヴァに向かう第8巡洋艦隊（軽巡洋艦ガリバルディおよびデュカ・ダオスタ）を護衛した。18時24分にプンタ・メスコ沖で編隊は英潜水艦シムーンに視認され、不適切な機動（増速したが進路は変えなかった）を行った巡洋艦の後にいたガリバルディに向けて魚雷4発が発射され、2発が命中して艦体が二分された。艦尾が爆発し、艦首部分は前方に押しやられ、数十メートル進んだのちに右舷に傾斜し、プンタ・メスコの210°方向およそ5カイリで沈没した。ジョベルティの171名の生存者はMASおよびラ・スペツィアから出航した他の艦艇に救助された。
ジョベルティは216回の任務に出動し（海軍戦力ととして12回、機雷敷設1回、対潜戦闘4回、沿岸砲撃3回、輸送任務31回、船団護衛60回、訓練任務23回およびその他85回）、74,071カイリを航海し、197日を費やした。
残骸の発見
駆逐艦ヴィンチェンツォ・ガリバルディの残骸は、2015年12月18日に双胴船ダエダルス（ダイダロス）に搭載された計器を用いてグイド・ゲイ技師によって特定され、艦はプンタ・メスコの南の推進595メートルで右舷に傾いて横たわっていた。2012年にアジナーラ湾で戦艦ローマを特定したのと同じROVプルート・パッラが駆逐艦の艦首部分を調査した。
海軍は、掃海艇ガエタに招待されたゲイ技師とともに、2016年4月7日に公式に残骸を認めた。
グイド・ゲイ技師によるジョベルティ発見の物語は、2016年7月出版のウゴ・ゲリニ著 Regio Cacciatorpediniere Vincenzo Gioberti に記載された。

### 艦長
マルコ・アウレリオ・ラッジョ中佐（1899年7月30日、パレルモ生まれ、1940年2月 - 1941年8月24日）
アメーデオ・プラート中佐（1902年6月28日、パランツァ生まれ、1941年6月25日 - 1942年8月14日）
ジャン・ロベルト・ブルゴス・ディ・ポマレット中佐（1901年11月9日、フォッサーノ生まれ、1942年8月15日 - 18日）
ピエトロ・フランチェスコ・トーナ中佐（1902年12月18日、パドヴァ生まれ、1942年10月 - 1943年7月9日）
カルロ・ツァンパーリ中佐（1902年6月25日生まれ、1943年7月10日 - 8月9日）

## 書誌情報
- Ugo Gerini (2016). Regio cacciatorpediniere Vincenzo Gioberti. Trieste: Luglio Editore. ISBN 88 6803 164 7。
- Giorgio Giorgerini (2002). La guerra italiana sul mare. La Marina tra vittoria e sconfitta, 1940-1943. Mondadori. ISBN 978-88-04-50150-3。
- Gianni Rocca [in イタリア語] (1987). Fucilate gli ammiragli. La tragedia della Marina italiana nella seconda guerra mondiale. Mondadori. ISBN 978-88-04-43392-7。